# Литвинов (хоккейный клуб)
«Верва Литвинов» (чеш. VERVA Litvínov) — чешский хоккейный клуб, выступающий в Чешской Экстралиге. Представляет город Литвинов. Домашняя арена клуба — «Зимний стадион Ивана Глинки» вместимостью 6011 зрителей. Основан в 1945 году.

## История
Хоккейный клуб в городе Литвинов был основан в 1945 году. В 1955 году дебютировал в чемпионате Чехословакии. В 1959 году пробился в первую чехословацкую лигу. За время выступлений в чехословацком чемпионате команда 6 раз становилась призёром (3 серебряные и 3 бронзовые медали). В 1996 году «Литвинов» вышел в финал чешской Экстралиги, уступив там «Всетину». В 2015 году клуб впервые в своей истории стал чемпионом Чехии, обыграв в финале «Тршинец» со счётом 4:3. В 7-й решающей игре, состоявшейся 23 апреля 2015 года, долгое время команды не могли открыть счёт. На 53-й минуте Франтишек Лукеш вывел «Литвинов» вперёд, а на последней минуте он же забросил вторую шайбу в пустые ворота. Главным героем матча стал вратарь Павел Францоуз, признанный лучшим хоккеистом плей-офф. Капитаном чемпионской команды был Мартин Ручински, ставший лучшим хоккеистом сезона. После чемпионского сезона клуб играет неудачно, лишь раз попав в плей-офф (в 2017 году). Генеральным директором команды сейчас является легендарный защитник Иржи Шлегр. 

## Прежние названия клуба
- 1945 — Спортивный клуб СЗ (Сталинские заводы) Верхний Литвинов
- 1954 — Искра Литвинов
- 1962 — ТЕ ХЗ (химический завод), Литвинов
- 1990 — ХК ХЗ Литвинов
- 1991 — ХК Хемопетрол Литвинов
- 1994 — ХК Литвинов
- 1996 — ХК Хемопетрол
- 2007 — ХК Литвинов
- 2009 — ХК Бензина Литвинов
- 2011 — ХК Верва Литвинов

## Достижения

### Чемпионат Чехословакии
Серебряный призёр чемпионата Чехословакии 1978, 1984, 1991
 Бронзовый призёр чемпионата Чехословакии 1982, 1990, 1992

### Чешская экстралига
Чемпион Чехии 2015
 Серебряный призёр Экстралиги 1996

## Известные игроки
Хоккейный клуб «Литвинов» славится тем, что его воспитанниками являются множество знаменитых хоккеистов. Ниже список чехословацких и чешских хоккеистов — воспитанников хоккея Литвинова, становившихся чемпионами мира, Олимпийских игр и обладателями кубка Стэнли.
|                  | ОИ   | ЧМ                     | Кубок Стэнли |
| Иван Глинка      | 1998 | 1972, 1976, 1977, 1999 |              |
| Владимир Ружичка | 1998 | 1996, 2005, 2010       |              |
| Мартин Ручински  | 1998 | 1999, 2001, 2005       |              |
| Роберт Райхел    | 1998 | 1996, 1999, 2000       |              |
| Иржи Шлегр       | 1998 | 2005                   | 2002         |
| Роберт Ланг      | 1998 | 1996                   |              |
| Ян Чалоун        | 1998 | 1999                   |              |
| Петр Свобода     | 1998 |                        | 1986         |
| Йозеф Беранек    | 1998 |                        |              |
| Иржи Бубла       |      | 1972, 1976, 1977       |              |
| Лукаш Кашпар     |      | 2010                   |              |
| Карел Пиларж     |      | 2001                   |              |
| Роберт Кисела    |      | 1996                   |              |
| Петр Франек      |      | 1996                   |              |
| Петр Росол       |      | 1985                   |              |
| Арнольд Кадлец   |      | 1985                   |              |
| Эдуард Увира     |      | 1985                   |              |
| Петр Клима       |      |                        | 1990         |
| Мартин Шкоула    |      |                        | 2001         |
| ---------------- | ---- | ---------------------- | ------------ |

Примечания
Иван Глинка выиграл Олимпиаду 1998 и чемпионат мира 1999 как тренер
Владимир Ружичка выиграл чемпионаты мира 2005 и 2010 как тренер